# Liste der Kulturdenkmäler in Friedrichsdorf (Hofgeismar)
Die folgende Liste enthält die in der Denkmaltopographie ausgewiesenen Kulturdenkmäler auf dem Gebiet des Ortsteils Friedrichsdorf der  Stadt Hofgeismar, Landkreis Kassel, Hessen.
Hinweis: Die Reihenfolge der Denkmäler in dieser Liste orientiert sich an der Anschrift, alternativ ist sie auch nach der Bezeichnung oder der Bauzeit sortierbar.
Kulturdenkmäler werden fortlaufend im Denkmalverzeichnis des Landes Hessen durch das Landesamt für Denkmalpflege Hessen auf Basis des Hessischen Denkmalschutzgesetzes (HDSchG) geführt. Die Schutzwürdigkeit eines Kulturdenkmals hängt nicht von der Eintragung in das Denkmalverzeichnis des Landes Hessen oder der Veröffentlichung in der Denkmaltopographie ab.

## Friedrichsdorf (Hofgeismar)
| Bild            | Bezeichnung                         | Lage               | Beschreibung                                                | Bauzeit                | Daten |
| --------------- | ----------------------------------- | ------------------ | ----------------------------------------------------------- | ---------------------- | ----- |
| Bild gesucht BW | Fachwerkhaus Dorfstraße 5           | Dorfstraße 5 Lage  |                                                             |                        |       |
| Bild gesucht BW | Wohnwirtschaftsgebäude Dorfstraße 6 | Dorfstraße 6 Lage  |                                                             | 1844                   |       |
| Kirche / Schule | Kirche / Schule                     | Dorfstraße 13 Lage | Kleiner Fachwerkbau, angeschlossen an die ehemalige Schule. | 1815 bis 1818          |       |
| Bild gesucht BW | Putzbau Dorfstraße 21               | Dorfstraße 21 Lage |                                                             | frühes 20. Jahrhundert |       |